# Skär glasräka
Skär glasräka (Pasiphaea multidentata) är en kräftdjursart som beskrevs av Esmark 1866. Skär glasräka ingår i släktet Pasiphaea och familjen Pasiphaeidae. Arten är reproducerande i Sverige. Inga underarter finns listade i Catalogue of Life.